# 1930-as labdarúgó-világbajnokság (1. csoport)
Az 1930-as labdarúgó-világbajnokság 1. csoportjának mérkőzéseit július 13. és július 22. között játszották. A csoportban Argentína, Chile, Franciaország és Mexikó szerepelt.
A csoportból Argentína jutott tovább. A mérkőzéseken 23 gól esett.

## Tabella
| Csapat        | M | Gy | D | V | G+ | G– | Gk | P |
| ------------- | - | -- | - | - | -- | -- | -- | - |
| Argentína     | 3 | 3  | 0 | 0 | 10 | 4  | +6 | 6 |
| Chile         | 3 | 2  | 0 | 1 | 5  | 3  | +2 | 4 |
| Franciaország | 3 | 1  | 0 | 2 | 4  | 3  | +1 | 2 |
| Mexikó        | 3 | 0  | 0 | 3 | 4  | 13 | –9 | 0 |

## Mérkőzések

### Franciaország – Mexikó
| 1930. július 13. 15:00 UYT (UTC−03:30) |

| Franciaország                                  | 4–1               | Mexikó      |
| ---------------------------------------------- | ----------------- | ----------- |
| L. Laurent 19' Langiller 40' Maschinot 43' 87' | (3–0) Jegyzőkönyv | Carreño 70' |

| Estadio Pocitos, Montevideo Nézőszám: 4444 Játékvezető: Domingo Lombardi (uruguayi) |

| Franciaország | Mexikó |

| KA                   | 1  | Alex Thépot                |
| V                    | 2  | Étienne Mattler            |
| V                    | 3  | Marcel Capelle             |
| KP                   | 4  | Augustin Chantrel          |
| KP                   | 5  | Alexandre Villaplane (csk) |
| KP                   | 6  | Edmond Delfour             |
| CS                   | 7  | Marcel Pinel               |
| CS                   | 8  | Lucien Laurent             |
| CS                   | 9  | André Maschinot            |
| CS                   | 10 | Ernest Libérati            |
| CS                   | 11 | Marcel Langiller           |
| Szövetségi kapitány: |    |                            |
| Raoul Caudron        |    |                            |

| KA                        | 1  | Óscar Bonfiglio        |
| V                         | 2  | Rafael Garza Gutiérrez |
| V                         | 3  | Manuel Rosas           |
| KP                        | 4  | Efraín Amézcua         |
| KP                        | 5  | Alfredo Sánchez        |
| KP                        | 6  | Felipe Rosas           |
| CS                        | 7  | Hilario López          |
| CS                        | 8  | José Ruiz              |
| CS                        | 9  | Dionisio Mejía         |
| CS                        | 10 | Juan Carreño           |
| CS                        | 11 | Luis Pérez             |
| Szövetségi kapitány:      |    |                        |
| Juan Luque de Serrallonga |    |                        |

| Partjelzők: Henry Christophe (belga) Almeida Rêgo (brazil) |

### Argentína – Franciaország
| 1930. július 15. 16:00 UYT (UTC−03:30) |

| Argentína | 1–0               | Franciaország |
| --------- | ----------------- | ------------- |
| Monti 81' | (0–0) Jegyzőkönyv |               |

| Estadio Parque Central, Montevideo Nézőszám: 23 409 Játékvezető: Almeida Rêgo (brazil) |

| Argentína | Franciaország |

| KA                   | 1  | Ángel Bossio          |
| V                    | 2  | José Della Torre      |
| V                    | 3  | Ramón Muttis          |
| KP                   | 4  | Juan Evaristo         |
| KP                   | 5  | Luis Monti            |
| KP                   | 6  | Pedro Suárez          |
| CS                   | 7  | Natalio Perinetti     |
| CS                   | 8  | Francisco Varallo     |
| CS                   | 9  | Manuel Ferreira (csk) |
| CS                   | 10 | Roberto Cherro        |
| CS                   | 11 | Mario Evaristo        |
| Szövetségi kapitány: |    |                       |
| Juan José Tramutola  |    |                       |

| KA                   | 1  | Alex Thépot                |
| V                    | 2  | Étienne Mattler            |
| V                    | 3  | Marcel Capelle             |
| KP                   | 4  | Augustin Chantrel          |
| KP                   | 5  | Alexandre Villaplane (csk) |
| KP                   | 6  | Edmond Delfour             |
| CS                   | 7  | Marcel Pinel               |
| CS                   | 8  | Lucien Laurent             |
| CS                   | 9  | André Maschinot            |
| CS                   | 10 | Ernest Libérati            |
| CS                   | 11 | Marcel Langiller           |
| Szövetségi kapitány: |    |                            |
| Raoul Caudron        |    |                            |

| Partjelzők: Ulises Saucedo (bolíviai) Costel Rădulescu (román) |

### Chile – Mexikó
| 1930. július 16. 14:45 UYT (UTC−03:30) |

| Chile                                    | 3–0               | Mexikó |
| ---------------------------------------- | ----------------- | ------ |
| Carlos Vidal 3' 65' M. Rosas 52' (öngól) | (1–0) Jegyzőkönyv |        |

| Estadio Parque Central, Montevideo Nézőszám: 9249 Játékvezető: Henry Christophe (belga) |

| Chile | Mexikó |

| KA                   | 1  | Roberto Cortés            |
| V                    | 2  | Ulises Poirier            |
| V                    | 3  | Víctor Morales            |
| KP                   | 4  | Arturo Torres             |
| KP                   | 5  | Guillermo Saavedra        |
| KP                   | 6  | Humberto Elgueta          |
| CS                   | 7  | Tomás Ojeda               |
| CS                   | 8  | Guillermo Subiabre        |
| CS                   | 9  | Eberardo Villalobos       |
| CS                   | 10 | Carlos Vidal              |
| CS                   | 11 | Carlos Schneeberger (csk) |
| Szövetségi kapitány: |    |                           |
| Orth György          |    |                           |

| KA                        | 1  | Isidoro Sota                 |
| V                         | 2  | Rafael Garza Gutiérrez (csk) |
| V                         | 3  | Manuel Rosas                 |
| KP                        | 4  | Efraín Amézcua               |
| KP                        | 5  | Alfredo Sánchez              |
| KP                        | 6  | Felipe Rosas                 |
| CS                        | 7  | Hilario López                |
| CS                        | 8  | Roberto Gayón                |
| CS                        | 9  | José Ruiz                    |
| CS                        | 10 | Juan Carreño                 |
| CS                        | 11 | Luis Pérez                   |
| Szövetségi kapitány:      |    |                              |
| Juan Luque de Serrallonga |    |                              |

| Partjelzők: Martin Aphesteguy (uruguayi) John Langenus (belga) |

### Chile – Franciaország
| 1930. július 19. 12:50 UYT (UTC−03:30) |

| Chile        | 1–0               | Franciaország |
| ------------ | ----------------- | ------------- |
| Subiabre 67' | (0–0) Jegyzőkönyv |               |

| Estadio Centenario, Montevideo Nézőszám: 2000 Játékvezető: Anibal Tejada (uruguayi) |

| Chile | Franciaország |

| KA                   | 1  | Roberto Cortés            |
| V                    | 2  | Ernesto Chaparro          |
| V                    | 3  | Guillermo Riveros         |
| KP                   | 4  | Arturo Torres             |
| KP                   | 5  | Guillermo Saavedra        |
| KP                   | 6  | Casimiro Torres           |
| CS                   | 7  | Tomás Ojeda               |
| CS                   | 8  | Guillermo Subiabre        |
| CS                   | 9  | Eberardo Villalobos       |
| CS                   | 10 | Carlos Vidal              |
| CS                   | 11 | Carlos Schneeberger (csk) |
| Szövetségi kapitány: |    |                           |
| Orth György          |    |                           |

| KA                   | 1  | Alex Thépot                |
| V                    | 2  | Marcel Capelle             |
| V                    | 3  | Étienne Mattler            |
| KP                   | 4  | Augustin Chantrel          |
| KP                   | 5  | Célestin Delmer            |
| KP                   | 6  | Alexandre Villaplane (csk) |
| CS                   | 7  | Ernest Libérati            |
| CS                   | 8  | Edmond Delfour             |
| CS                   | 9  | Marcel Pinel               |
| CS                   | 10 | Émile Veinante             |
| CS                   | 11 | Marcel Langiller           |
| Szövetségi kapitány: |    |                            |
| Raoul Caudron        |    |                            |

| Partjelzők: Domingo Lombardi (uruguayi) Almeida Rêgo (brazil) |

### Argentína – Mexikó
| 1930. július 19. 15:00 UYT (UTC−03:30) |

| Argentína                                      | 6–3               | Mexikó                                |
| ---------------------------------------------- | ----------------- | ------------------------------------- |
| Stábile 8' 17' 80' Zumelzú 12' 55' Varallo 53' | (3–1) Jegyzőkönyv | M. Rosas 42' (11-esből) 65' Gayón 75' |

| Estadio Centenario, Montevideo Nézőszám: 42 100 Játékvezető: Ulises Saucedo (bolíviai) |

| Argentína | Mexikó |

| KA                   | 1  | Ángel Bossio            |
| V                    | 2  | José Della Torre        |
| V                    | 3  | Fernando Paternoster    |
| KP                   | 4  | Alberto Chividini       |
| KP                   | 5  | Adolfo Zumelzú          |
| KP                   | 6  | Rodolfo Orlandini       |
| CS                   | 7  | Carlos Peucelle         |
| CS                   | 8  | Francisco Varallo       |
| CS                   | 9  | Guillermo Stábile (csk) |
| CS                   | 10 | Attilio Demaría         |
| CS                   | 11 | Carlos Spadaro          |
| Szövetségi kapitány: |    |                         |
| Juan José Tramutola  |    |                         |

| KA                        | 1  | Óscar Bonfiglio              |
| V                         | 2  | Rafael Garza Gutiérrez (csk) |
| V                         | 3  | Manuel Rosas                 |
| KP                        | 4  | Felipe Olivares              |
| KP                        | 5  | Alfredo Sánchez              |
| KP                        | 6  | Raymundo Rodríguez           |
| CS                        | 7  | Francisco Garza Gutiérrez    |
| CS                        | 8  | Felipe Rosas                 |
| CS                        | 9  | Hilario López                |
| CS                        | 10 | Roberto Gayón                |
| CS                        | 11 | Juan Carreño                 |
| Szövetségi kapitány:      |    |                              |
| Juan Luque de Serrallonga |    |                              |

| Partjelzők: Gualberto Alonso (uruguayi) Costel Rădulescu (román) |

### Argentína – Chile
| 1930. július 22. 14:45 UYT (UTC−03:30) |

| Argentína                       | 3–1               | Chile        |
| ------------------------------- | ----------------- | ------------ |
| Stábile 12' 13' M. Evaristo 51' | (2–1) Jegyzőkönyv | Subiabre 15' |

| Estadio Centenario, Montevideo Nézőszám: 41 459 Játékvezető: John Langenus (belga) |

| Argentína | Chile |

| KA                   | 1  | Ángel Bossio          |
| V                    | 2  | José Della Torre      |
| V                    | 3  | Fernando Paternoster  |
| KP                   | 4  | Juan Evaristo         |
| KP                   | 5  | Luis Monti            |
| KP                   | 6  | Rodolfo Orlandini     |
| CS                   | 7  | Carlos Peucelle       |
| CS                   | 8  | Francisco Varallo     |
| CS                   | 9  | Guillermo Stábile     |
| CS                   | 10 | Manuel Ferreira (csk) |
| CS                   | 11 | Mario Evaristo        |
| Szövetségi kapitány: |    |                       |
| Juan José Tramutola  |    |                       |

| KA                   | 1  | Roberto Cortés           |
| V                    | 2  | Ernesto Chaparro         |
| V                    | 3  | Víctor Morales           |
| KP                   | 4  | Arturo Torres            |
| KP                   | 5  | Guillermo Saavedra (csk) |
| KP                   | 6  | Casimiro Torres          |
| CS                   | 7  | Guillermo Arellano       |
| CS                   | 8  | Guillermo Subiabre       |
| CS                   | 9  | Eberardo Villalobos      |
| CS                   | 10 | Carlos Vidal             |
| CS                   | 11 | Juan Aguilera            |
| Szövetségi kapitány: |    |                          |
| Orth György          |    |                          |

| Partjelzők: Henry Christophe (belga) Ulises Saucedo (bolíviai) |